# Гарднер, Эрл Стэнли
Эрл Стэнли Гарднер (Erle Stanley Gardner, 17 июля 1889 — 11 марта 1970) — американский писатель, классик детективного жанра. Опубликовал свыше 100 романов. Также писал под псевдонимами А. А. Фэйр (A. A. Fair), Карлтон Кендрейк (Carleton Kendrake), Чарльз Дж. Кенни (Charles J. Kenny), Чарльз М. Грин (Charles M. Green), Кайл Корнинг (Kyle Corning), Роберт Пар (Robert Parr), Делла Стрит (Della Street), Лес Тиллрей (Les Tillray).

## Биография
Родился писатель в городе Молден, штат Массачусетс, окончил школу Palo Alto High School в 1909 и поступил в Valparaiso University School of Law в шт. Индиана; сдал экзамен государственной комиссии на звание адвоката в 1911.
В 1917 году Гарднер открывает адвокатскую контору в Мерседе, штат Калифорния.
Через несколько лет он переходит на работу в агентство по продажам, а ещё через 5 лет, в 1921 году, открывает адвокатскую контору «Шеридан, Орр, Драпо и Гарднер» в г. Вентура, штат Калифорния.
Гарднер завоёвывает популярность яркими выступлениями на судебных процессах до 1933 года, но после выхода своего первого детективного романа «Дело о бархатных коготках», решает посвятить себя литературе целиком.
Гарднер в 1946 году основал и до 1960 годов был одним из участников комитета «Суд последней надежды», правозащитной организации по пересмотру вынесенных смертных судебных приговоров. За документальную книгу об этой организации ему была присуждена премия Эдгара По Американской ассоциации детективных писателей 1962 года в номинации Гранд-мастер.
Гарднеру также принадлежит заслуга привлечения общественного внимания (путём публикации в 1962 году статьи в журнале «Life») к наскальным рисункам Нижней Калифорнии, часть которых была позднее причислена к памятникам Всемирного наследия ЮНЕСКО.
Кроме того, в 1968 году, совместно с Чарльзом Хэпгудом, Гарднер участвовал в исследованиях так называемых фигурок Акамбаро, позже официально признанных подделками XX века.
В 1968 году, после смерти первой жены, Гарднер женился на своей давней секретарше Агнесе Бетель (1902—2002), ставшей прототипом Деллы Стрит, секретарши главного литературного героя Гарднера — адвоката Перри Мейсона.

## Произведения
Гарднер написал несколько серий романов. Наибольшее число произведений (более 80) включает серия, в которой главным героем является адвокат Перри Мейсон.
Под псевдонимом А. А. Фэйр Гарднер написал серию романов о частном сыщике Дональде Лэме и его начальнице Берте Кул, эта серия отчасти является пародией на серию Рекса Стаута о Ниро Вульфе и Арчи Гудвине.
Также Гарднер является автором ряда малых серий романов (Эд Дженкинс, Пол Прай и др. — по нескольку романов в серии, см. ниже).
Первые опубликованные произведения Гарднера (с 1923 г.), обнаруженные критиками уже после того, как он приобрёл успех написанием детективов — научно-фантастические рассказы в Pulp-журналах, не принёсшие ему известности.
Документальными произведениями Гарднера являются книги, посвящённые деятельности «Суда последней надежды», а также книги о его путешествиях в области Нижней Калифорнии.

### Перри Мейсон
Самый популярный цикл романов Гарднера. В отличие от других адвокатов, Мейсон не только представляет своих клиентов в суде, но и, прибегая к помощи других лиц (в большинстве романов это частный детектив Пол Дрейк), сам расследует преступления. Главным оппонентом Мейсона выступает прокурор Гамильтон Бергер.
Полный список романов и рассказов о Перри Мейсоне находится в одноимённой статье.

### Билл Элдон
- Загадка убегающей блондинки / The Clue of the Runaway Blonde (другое название: Clues Don’t Count), 1945 г.
- Загадка голодной лошади (Другое название: Смерть в конюшне) / The Clue of the Hungry Horse, 1947 г.
- Too Many Clues (рассказ), 1947 г.
- The Clue of the Screaming Woman (рассказ), 1949 г.

### Грэмпс Виггинс
- Убийство во время прилива /The case of the turning tide
- Дело коптящей лампы / The case of the smoking chimney

### Джерри Бейн
- Дело упрямого свидетеля

### Дональд Лэм и Берта Кул
Серия из 30 романов о частных детективах Дональде Лэме и Берте Кул. Берта Кул — начальница детективного агентства, толстая женщина около 60 лет. Дональд Лэм — её толковый подчинённый, молодой и очень умный. Обычно Дональд Лэм проводит всю розыскную работу, собирает улики и т. п., а Берта Кул только выписывает ему чеки и очень изредка помогает, не упуская случая поворчать. Гарднер издавал эти романы под псевдонимом A. A. Fair в издательстве William Morrow and Company. Последний роман серии «The Knife Slipped» был впервые опубликован посмертно в 2016 году, хотя написал сразу после «Пройдохи» в 1939 году, но рукопись была отвергнута издателем Гарднера
| №  | Перевод | Оригинал                | 1 изд.  | |
| -- | --- | ----------------------- | ------- | --- |
| 1  | Пройдоха (пер. Г.-Д.-А. Шкаровского-Раффе, Н. С. Шкаровской, 1991) - Пройдоха (пер. О. Э. Колесникова, 2009)         | The Bigger They Come    | 1939.01 | Бывший адвокат Лэм нанимается в детективное агентство Берты Кул. Ему поручают вручить повестку о разводе человеку, скрывающемуся от полиции и игровой мафии. |
| 2  | Отведи удар (пер. С. Лиса, 1992)                                                                                     | Turn on the Heat        | 1940.01 | Нужно в захолустье найти жену окулиста, брошенную 20 лет назад.                                                                                              |
| 3  | Золото поступает в слитках (пер. Л. Я. Машезерской, 2001) - Золото поступает в слитках (пер. А. Машезерского, 1996)  | Gold Comes in Bricks    | 1940.09 | Бизнесмен просит узнать, кто шантажирует его дочь. Лэм изучает джиу-джитсу.                                                                                  |
| 4  | Сорвать банк | Spill the Jackpot       | 1941.03 | Берта переносит инфаркт и худеет до 75 кг, а Лэм ищет сбежавшую невесту и учится боксировать.                                                                |
| 5  | Двойная страховка(пер. А. Машезерский, 1996) - Двойная страховка, или Квиты (пер. М. Шляфирнер, 1993)                | Double or Quits         | 1941.12 | Берта на рыбалке знакомится с пожилым врачом, который просит её установить, кто вскрыл его домашний сейф. Лэм становится бизнес-партнёром Берты.             |
| 6  | Совы не моргают | Owls Don’t Blink        | 1942.06 | Лэм в Новом Орлеане разыскивает пропавшую жену клиента. Началась II мировая война. Лэм записывается во флот.                                                 |
| 7  | Летучие мыши появляются в сумерках (пер. Л. Вагуриной, 1992)(Летучие мыши нападают во тьме; Съешьте меня с потрохам) | Bats Fly at Dusk        | 1942.09 | Слепой нищий просит найти знакомую девушку. Лэм дает советы Берте по телеграфу. Появляется сержант Селлерс.                                                  |
| 8  | Кошки бродят по ночам                                                                                                | Cats Prowl at Night     | 1943.08 | У клиента - проблемы с бывшим компаньоном, женой, тещей и горничной. Лэм «в отпуске в Европе» (во время войны?!). У Берты начинается роман с Селлерсом.      |
| 9  | Топор отмщения (Вырубить топором)                                                                                    | Give 'em the Ax         | 1944.09 | Аферы с автомобильными травмами и шантаж. Лэм перенес тропическую лихорадку и комиссован.                                                                    |
| 10 | Вороны не умеют считать                                                                                              | Crows Can’t Count       | 1946.04 | Дело о контрабанде колумбийских изумрудов. (Здесь Селлерс - капитан). У Лэма появляется собственный офис.                                                    |
| 11 | Глупцы умирают по пятницам (Дураки умирают по пятницам, Пятница — гибель для глупцов)                                | Fools Die on Friday     | 1947.09 | Секретарша дамы предупреждает, что её хозяйка готовится отравить мужа мышьяком.                                                                              |
| 12 | Спальни имеют окна (пер. М. А. Стрижевская, 2010) - Спальни имеют окна (пер. П. В. Рубцов, 2013)                     | Bedrooms Have Windows   | 1949.01 | Дело о шайке шантажистов. |
| 13 | И опять я на коне (Вершина кучи)                                                                                     | Top of the Heap         | 1952.02 | На яхту банкира подброшен труп владельца казино. Лэм в Сан-Франциско, где зарабатывает крупную сумму на биржевой афере.                                      |
| 14 | Женщины не любят ждать (Некоторые женщины не будут ждать, Некоторые женщины не хотят ждать)                          | Some Women Won’t Wait   | 1953.09 | Лэм и Берта по просьбе клиента отправляются на Гавайи. Берта учится носить купальник и танцевать хулу.                                                       |
| 15 | Берегитесь округлостей                                                                                               | Beware the Curves       | 1956.11 | Невиновного судят за убийство, произошедшее несколько лет назад.                                                                                             |
| 16 | Можно помереть со смеху                                                                                              | You Can Die Laughing    | 1957.03 | Мошенники пытаются завладеть чужим наследством (урановым месторождением).                                                                                    |
| 17 | Некоторые рубашки не просвечивают                                                                                    | Some Slips Don’t Show   | 1957.10 | Святоша рассылает обличительные письма, и его убивают. |
| 18 | Счёт девять | The Count of Nine       | 1958.06 | На вечеринке у коллекционера украден нефритовый Будда. |
| 19 | Передай мне соус | Pass the Gravy          | 1959.02 | Двое независимых клиентов разыскивают двух человек, которые, как оказалось, путешествовали в одной машине.                                                   |
| 20 | Содержанки по своей воле не уходят                                                                                   | Kept Women Can’t Quit   | 1960.09 | Лэм разыскивает 50 000, украденных из банковского бронеавтомобиля.                                                                                           |
| 21 | Холостяки умирают одинокими                                                                                          | Bachelors Get Lonely    | 1961.03 | Бизнесмен жалуется на шпионаж со стороны конкурента. |
| 22 | Подставных игроков губит жадность (Шулерам не обналичивают фишки)                                                    | Shills Can’t Cash Chips | 1961.11 | Дело начинается с фиктивной автомобильной аварии, а доходит до ограбления банка и убийства.                                                                  |
| 23 | Испытай всякое | Try Anything Once       | 1962.04 | Клиент не хочет оказаться свидетелем убийства в мотеле. Селлерс наконец-то получает выговор за придирки к Лэму.                                              |
| 24 | Рыба ушла с крючка                                                                                                   | Fish or Cut Bait        | 1963.04 | Лэм, как фокусник из шляпы, достает из воздуха мотив и виновников двух убийств, а из комода - орудие преступления; но слава достается полиции.               |
| 25 | Не упусти свой шанс (Доступен каждому)                                                                               | Up for Grabs            | 1964.03 | Очередное дело с фиктивной аварией и страховками. Лэм на ранчо в Аризоне демонстрирует класс верховой езды.                                                  |
| 26 | По тонкому льду | Cut Thin to Win         | 1965.04 | И снова дело начинается с фиктивного наезда. Зато потом речь пойдет о разнице в миллион долларов.                                                            |
| 27 | Вдовы носят траур | Widows Wear Weeds       | 1966.05 | Клиент решил организовать себе поддельное алиби с помощью фальшивого шантажа.                                                                                |
| 28 | Новая приманка для ловушек                                                                                           | Traps Need Fresh Bait   | 1967.03 | Нечестному подрядчику понадобился простак, способный на лжесвидетельство.                                                                                    |
| 29 | Не вся трава зелёная                                                                                                 | All Grass isn’t Green   | 1970.03 | Клиент разыскивает девушку, которая вместе с другом разыскивает контрабандистов наркотиков из Мексики.                                                       |
| 30 | Нож соскользнул | The Knife Slipped       | 2016.12 | Книга предполагалась как вторая в серии «Кул и Лэм», но была отвергнута издателем. Спустя много лет была найдена и опубликована в 2016 году.                 |

### Дуг Селби
Серия из 9 романов о молодом окружном прокуроре Дугласе Селби, борющемся с коррупцией в вымышленном провинциальном городе Мэдисон-сити (штат Калифорния). Главный антагонист окружного прокурора — нечестный адвокат А. Б. Карр (по прозвищу англ. ABC). Первые 6 романов были впервые опубликованы как сериал в журнале Country Gentleman, последние три -- в The Saturday Evening Post.
| № | Переводы и редакции | Оригинальное название    | 1 изд. |
| - | --- | ------------------------ | ------ |
| 1 | Прокурор расследует убийство (пер. Г. Б. Косов, 1996) - Окружной прокурор расследует убийство (пер. Г. Б. Косов, 2007) | The D.A. Calls it Murder | 1937   |
| 2 | Прокурор бросает вызов (пер. М. А. Гресько, 1990) - Окружной прокурор бросает вызов (пер. М. А. Гресько, 2007) | The D.A. Holds a Candle  | 1938   |
| 3 | Прокурор рисует круг (пер. не указан, 1991, 1992, 1993) - Окружной прокурор рисует круг (пер. П. В. Рубцов, 2007) | The D.A. Draws a Circle  | 1939   |
| 4 | Прокурор идёт в суд (пер. П. В. Рубцов, 2001) - Окружной прокурор идёт на суд (пер. П. В. Рубцов, 2007) | The D.A. Goes to Trial   | 1940   |
| 5 | Прокурор жарит гуся (пер. Г. Б. Косов, 1996, т.11/44) - Окружной прокурор рубит сук (пер. не указан, 1992, т.7/8) - Прокурор рубит сук (пер. не указан, 1993, т.18/20) - Окружной прокурор жарит гуся (пер. Г. Б. Косов, 2007, т.2/3) | The D.A. Cooks a Goose   | 1942   |
| 6 | Прокурор добивается своего | The D.A. Calls a Turn    | 1944   |
| 7 | Прокурор срывает печать | The D.A. Breaks a Seal   | 1946   |
| 8 | Прокурор рискует | The D.A. Takes a Chance  | 1948   |
| 9 | Прокурор разбивает яйцо - Окружной прокурор готовит яичницу (пер. Н. Каленовой), 1995 | The D.A. Breaks an Egg   | 1949   |

### Лестер Лейт
Оригинально рассказы о Лестере Лейте печатались в pulp-журналах (Detective Fiction Weekly, Flynn's Detective Fiction Weekly) с 1929 по 1943 год, всего было опубликовано около 60 рассказов. В 1980 был напечатан сборник:
- Ellery Queen Presents The Amazing Adventures of Lester Leith (1980) (рассказы "In Round Figures," "The Bird in the Hand," "A Thousand to One," "The Exact Opposite" and "Lester Leith, Magician")

На русском опубликованы:
- Любитель конфет / The Candy Kid (1931.03.14, Detective Fiction Weekly)
- Что-то вроде пеликана / Something Like a Pelican (1943.01, Flynn's Detective Fiction)
- Двадцать пять тысяч долларов (варианты перевода: «25 тысяч долларов», «25000 и белое пёрышко», Лестер Лейтс против полиции) / A Thousand To One (Lester Leith, Impersonator) (1939)[14]

### Пол Прай
- Не жилец
- Жонглёр преступлениями
- Король рэкета
- Двойная сделка с бриллиантами
- Честная игра
- Переделка, в которую попал Уайкер
- Сигнал смертельной опасности
- Убийца, вышивающий крестом
- Маскарад для убийства

### Сидни Зум
- Исчезнувший труп

### Сэм Морейн
- Это — убийство (Партия в покер) / This is murder

### Терри Клейн
- Смерть таится в рукаве / Murder up my sleeve
- Дело отсталого мула (Упрямый китаец)  / The case of the backward mule

### Эд Дженкинс
Серия детективов (75 коротких повестей или рассказов) о «благородном» мошеннике Эде Дженкинсе, на английском выходили в период с 1925 по 1943 годы. На русском вышел только перевод сборника из шести рассказов "Письма мертвецов", переизданных в 1990 году.
- Письма мертвецов / Dead Men's Letters
- Попробуйте отшутиться! / Laugh That Off
- Можете прийти и получить / Come and Get It
- Рассчитаться сполна / In Full Account
- Женщина-кошка / The Cat-Woman
- Только один выход / This Way Out

### Разное
- Драгоценная бабочка
- Дело об абсолютном нуле
- Долина маленьких страхов
- Загадка подзабытого убийства
- Молния не бьёт в одно место дважды
- На почтительном расстоянии
- Пальцы Фонга
- Пропавший человек
- Зловещее светило
- Дело любящей сестры
- Дело о краже на дороге
- Прицел
- Тень прошлого

### Нехудожественные произведения
| №  | Перевод                                   | Оригинальное название                   | Год  | Краткая аннотация |
| -- | ----------------------------------------- | --------------------------------------- | ---- | --- |
| 1  | Суд последней надежды                     | The Court of Last Resort                | 1952 | Книга о деятельности комитета «Суд последней надежды», правозащитной организации по пересмотру вынесенных смертных судебных приговоров, членом которой был Гарднер. Более полное, исправленное издание вышло в 1954 году. |
| 2  | Страна коротких теней                     | The Land of Shorter Shadows             | 1948 | Книга о путешествиях. |
| 3  | Соседние границы                          | Neighborhood Frontiers                  | 1954 | Книга о путешествиях. |
| 4  | Охота на пустынного кита                  | Hunting the Desert Whale                | 1960 | Книга о путешествиях. |
| 5  | Пересекая Нижнюю Калифорнию               | Hovering Over Baja                      | 1961 | Книга о путешествиях. |
| 6  | Тайное сердце Нижней Калифорнии           | The Hidden Heart of Baja                | 1962 | Книга о путешествиях по Нижней Калифорнии, привлёкшая внимание к наскальным рисункам (петроглифам). |
| 7  | Пустыня твоя                              | The Desert is Yours                     | 1963 | Книга о путешествиях. |
| 8  | Мир воды                                  | The World of Water                      | 1965 | Книга о путешествиях. |
| 9  | Розыск заброшенных шахт на вертолёте      | Hunting Lost Mines by Helicopter        | 1965 | Книга о путешествиях. |
| 10 | По нехоженым дорогам Нижней Калифорнии    | Off the Beaten Track in Baja            | 1967 | Книга о путешествиях. |
| 11 | Цыганские дни в Дельте (?)                | Gypsy Days on the Delta                 | 1967 | Книга о путешествиях. |
| 12 | Заколдованный квадрат Мехико              | Mexico’s Magic Square                   | 1968 | Книга о путешествиях. |
| 13 | Дрейфуя по Дельте                         | Drifting Down the Delta                 | 1969 | Книга о путешествиях. |
| 14 | Хозяин в большой шляпе (?)                | Host With the Big Hat                   | 1969 | Книга о путешествиях. |
| 15 | Полиция на отдыхе, преступность на улицах | Cops on Campus and Crime in the Streets | 1970 | |

## Экранизации
- «Гладиатор по найму» (1993)